# Leopold Szondi
Leopold Szondi [ˈlɛopold ˈsondi] ungarisch Lipót Szondi, eigentlich Leopold Sonnenschein (* 11. März 1893 in Nyitra, Österreich-Ungarn; † 24. Januar 1986 in Küsnacht, Schweiz) war ein ungarisch-schweizerischer Arzt, Endokrinologe, Psychiater, Heilpädagoge und Tiefenpsychologe. Szondi ist der Begründer der Schicksalsanalyse, Erforscher des Genotropismus und des familiär Unbewussten.

## Leben
Leopold Szondi wurde als Leopold Sonnenschein am 11. März 1893 in der damals ungarischen Stadt Nyitra (heute Nitra in der Slowakei) geboren. Er war der Zweitjüngste von neun Kindern aus der zweiten Ehe des Vaters Abraham Sonnenschein mit Rézi Kohn. Durch Existenznot gezwungen zog Familie Sonnenschein 1898 von Nyitra nach Budapest, weil dort Söhne und Töchter Arbeit gefunden hatten und die Familie ernähren konnten. Vater Abraham Sonnenschein war Schuhhandwerker. Als jüdischer Gelehrter widmete er sich ganz dem Studium der Thora, talmudischer und chassidischer Schriften. Szondi drückte die Überzeugung aus, dass er durch seinen Vater zu einem religiösen Menschen geprägt worden sei. Von der Mutter, Rézi Kohn, ist nichts überliefert, abgesehen von der Tatsache, dass sie aus der Nähe von Nyitra stammte. 1911 machte der 18-jährige Lipót Sonnenschein die Matura. Im gleichen Jahr verstarb sein Vater.
Der Achtzehnjährige ließ seinen bisherigen Familiennamen Sonnenschein in „Szondi“ magyarisieren. Lipót Szondi begann in Budapest das Studium der Medizin. Während des Ersten Weltkrieges wurde sein Studium zwischen 1914 und 1918 immer wieder durch den Sanitätsdienst an vorderster Kriegsfront unterbrochen.
Nach Abschluss des Medizinstudiums war Szondi 1919–1926 wissenschaftlicher Mitarbeiter von Professor Pál Ranschburg, Experimentalpsychologe, Arzt und Heilpädagoge. 1927–1941 wirkte Szondi als Professor und Leiter des für ihn geschaffenen Königlich-Ungarischen Staatlichen Heilpädagogischen Forschungs-Laboratoriums für Psychopathologie und Psychotherapie an der Hochschule für Heilpädagogik in Budapest. Aufgrund ausgedehnter Familienforschungen und erbstatistischer Untersuchungen erarbeitete er eine neue Theorie der Krankheits- und Partnerwahl und eine eigene Triebpsychologie.
1926 erfolgte die Heirat mit Lili (Ilona) Radványi (1902–1986). 1928 wurde die Tochter Vera geboren, 1929 der Sohn Peter.
1941 verlor Szondi aufgrund antijüdischer Berufsverbote seine staatlichen Stellen und alle Titel in Lehre und Forschung. Trotz des zunehmenden gegen Juden gerichteten Terrors arbeitete Szondi in Budapest unbeirrt an der Entwicklung seiner Triebpsychologie weiter. Im Geheimen hektographierten Schüler und nichtjüdische Mitarbeiter seine triebdiagnostischen Arbeiten, die er als Jude nicht mehr in öffentlichen Vorlesungen vortragen durfte. Der Naziterror griff immer einschneidender in den Alltag der Familie Szondi ein. Die Familie musste den Judenstern tragen und in ein sog. „Judenhaus“ umziehen. In dieser Zeit setzte sich Szondi wissenschaftlich mit der Beziehung zwischen dem Ich und den Trieben auseinander. Ebenso interessierten ihn die Beziehung zwischen Ich und Geist, zwischen Trieben und Humanismus. Schließlich beschäftigte sich Szondi mit der Erziehung der Triebe. Das Manuskript seines Grundlagenwerkes „Schicksalsanalyse“ vermochte er noch vor seiner Deportation in die Schweiz zu retten.
Im Juni 1944 wurde Szondi angeboten, an einer „freiwilligen Deportation“ nach Israel teilzunehmen. Diese Offerte beruhte auf einem Geldhandel zwischen Repräsentanten der jüdischen Hilfsorganisation Waadah (besonders Rudolf Kasztner, Joel Brand und Andreas Biss) und Vertretern von Heinrich Himmler. Am 29. Juni 1944 wurde die Familie Szondi mit 1683 weiteren „Austauschjuden“ von Budapest über Wien nach Bergen-Belsen in das am 8. Juni 1944 eröffnete „Ungarnlager“ verschleppt. Zehn Verwandte von Leopold Szondi, die in Ungarn zurückbleiben mussten, wurden in den folgenden Monaten Opfer der nationalsozialistischen Vernichtungsmaschinerie und Verfolgung. Im Lager Bergen gründete Szondi einen „Humanisten-Kreis“. In der verdunkelten Lagerbaracke legte er sein triebpsychologisches Verständnis für das Humane und Inhumane im Menschen dar.
Verhandlungen und Interventionen aus dem Ausland führten dazu, dass am 6. Dezember 1944 die Familie Szondi zusammen mit 1365 Personen in die Schweiz ausreisen durfte. Am 7. Dezember 1944 betraten sie Schweizer Boden. Im Flüchtlingslager in Caux beschrieb Lili Szondi den Tagesablauf im Lager Bergen-Belsen. Leopold Szondi stellte sich als Flüchtling in Caux die Frage, wie man den Humanismus als Korrektiv des Inhumanen in die Gesellschaft einbauen könnte. Unter dem Titel Erziehung und Behandlung der Triebe (1946) schwebte ihm ein pädagogischer und therapeutischer Weg vor Augen, den er als „Weg der Menschwerdung“ bezeichnete. Auf dem Weg zum höchsten Trieb-Schicksal, genannt „Humanität“, durchschreiten Menschen – gepaart mit Rückschritten – verschiedene Stationen der Menschwerdung.
1946 bis 1984 war Zürich der Wohnsitz Szondis. 1959 erhielt er das Schweizer Bürgerrecht. Dank eines großzügigen Legates konnte 1970 in Zürich, unweit der Wohnung der Familie Szondi, das Lehr- und Forschungsinstitut für Allgemeine Tiefenpsychologie und speziell für Schicksalspsychologie eröffnet werden. Das Legat wurde in eine gemeinnützige Stiftung umgewandelt. Für seine wissenschaftlichen Verdienste empfing Szondi die Würde von Ehrendoktoraten, 1970 von der Universität Löwen in Belgien, 1979 von der Universität Paris VII.

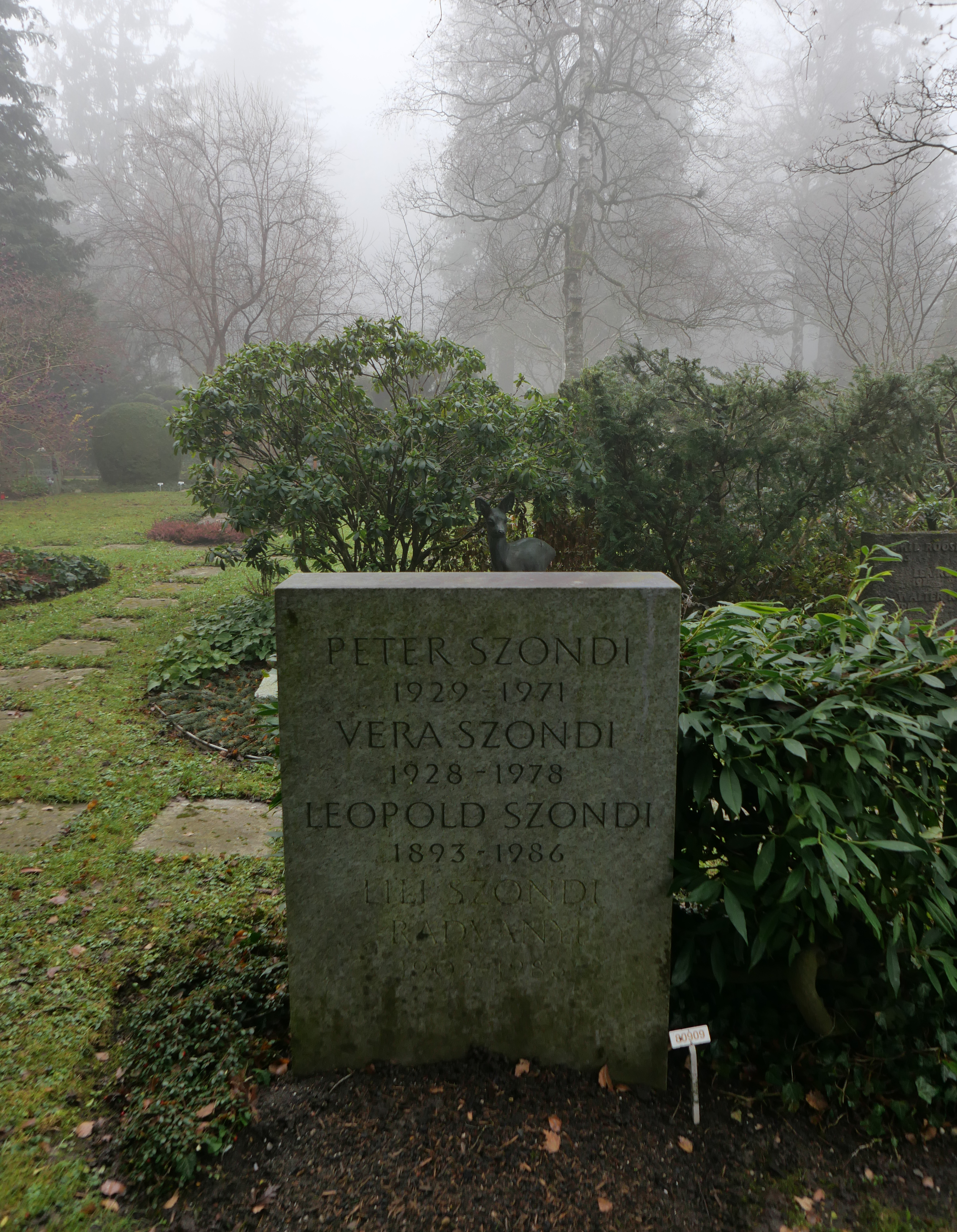
Das Familiengrab

Am 9. November 1971 schied in Berlin der Sohn Peter Szondi aus dem Leben. Seit 1965 war er Ordinarius für Allgemeine und Vergleichende Literaturwissenschaft an der Freien Universität Berlin (später in Peter-Szondi-Institut umbenannt) und stand kurz vor der Übernahme des Lehrstuhls für Vergleichende Literaturwissenschaft an der Universität Zürich. Peter Szondi hatte den Freitod im Berliner Halensee gewählt, wie ein Jahr zuvor sein Freund, der Schriftsteller und Lyriker Paul Celan im Wasser der Seine.
1978 verstarb in Zürich die Tochter und Ärztin Vera Szondi an einer endokrinen Störung.
Szondi arbeitete an seinem Lehr- und Forschungsinstitut von 1971 bis 1983. Am 24. Januar 1986 verschied Leopold Szondi in seinem 93. Lebensjahr. Kurz danach starb am 18. August des gleichen Jahres seine Frau, Lili Szondi-Radványi, 84-jährig. Sie fanden ihre letzte Ruhestätte auf dem Zürcher Friedhof Fluntern.
Am 6. April 2005 beschloss der Stadtrat von Zürich, den Fußweg von der Zürichbergstrasse bis zur Orellistrasse, als „Szondiweg“ zu benennen. Die Aufschrift der Wegtafel gedenkt „Leopold Szondi (1893–1986) Psychiater, Begründer der Schicksalsanalyse und des Instituts für Schicksalspsychologie“, sowie „Peter Szondi (1929–1971) Literaturwissenschafter“.

## Werk
Genotropismus
Durch die Veröffentlichung der Analysis of Marriages – An attempt at a theory of choice in love führte Leopold Szondi 1937 eine neue Theorie der menschlichen Wahlhandlungen ein: die Wahl von Partnern, Freunden, des Berufes, der Krankheit und der Todesart.
In seinen weiteren Bearbeitungen der Wahltheorie rückte Szondi den Begriff „Genotropismus“ ins Zentrum. Unter Genotropismus versteht er eine von Genen ausgehende Kraft, die Menschen mit gleichen oder verwandten Erbanlagen zueinander zieht und ihre wechselseitige Bindung in Liebe und Freundschaft aufrechterhält. Menschen, in deren Genbeständen identische oder verwandte Gene enthalten sind und die sich deshalb zueinander hingezogen fühlen, heissen „Genverwandte“.
Mit der Veröffentlichung seiner Wahltheorie stellte Szondi ein neues wissenschaftliches Paradigma vor, das die Bildung einer eigenen Disziplin innerhalb der Tiefenpsychologie, nämlich die Schicksalsanalyse („fate analysis“) einläuten sollte. Szondi sandte 1937 seine Analysis of Marriages an Sigmund Freud nach Wien, dem aufmerksamen Hüter der psychoanalytischen Theorie menschlicher Liebeswahlen. Szondi betrachtete die psychoanalytischen Einsichten in die Dynamik menschlicher Liebeswahlen grundsätzlich als zutreffend, jedoch als Epiphänomene des von ihm postulierten Genotropismus. In seiner schriftlichen Antwort gestand Sigmund Freud, wenn auch mit einiger Skepsis und Distanzierung zum Thema, den von Szondi ins Feld geführten Argumenten einen möglichen, wenn auch marginalen Einfluss zu.
Familiäres Unbewusstes
Ab 1942 setzte Szondi den unbewussten menschlichen Schicksalsplan mit dem Begriff des „familiären Unbewussten“ (ungarisch: családi tudattalan) gleich. Mit der Zuordnung des unbewussten, genetisch verankerten Schicksalsplanes des Menschen zum „familiären Unbewussten“ gelang es ihm, die Schicksalsanalyse an die Psychoanalyse von Sigmund Freud mit ihrem „persönlichen Unbewussten“ und an die Analytische Psychologie des Zürcherforschers Carl Gustav Jung mit ihrem „kollektiven Unbewussten“ anzuschliessen.
Mit der Konzeption des familiären Unbewussten verbindet sich das therapeutische Anliegen des „lenkbaren Fatalismus“. Diese Lenkbarkeit wird ermöglicht durch das Bewusstmachen der unbewussten Schicksalspläne und das Suchen nach Spielräumen, innerhalb derer das individuelle Schicksal frei gestaltet werden kann.
Szondi-Test
Die Theorie der menschlichen Wahlhandlungen führte Szondi zwischen 1937 und 1939 zur Entwicklung des „Geno-Tests“, später bekannter unter dem Namen „Experimentelle Triebdiagnostik“ (1947) oder „Szondi-Test“. Bei der Testuntersuchung werden Personen eingeladen, aus insgesamt 48 Bildern von „triebkranken“ Menschen jeweils die zwei sympathischsten und die zwei unsympathischsten zu wählen. Szondi war nach vielen Jahren des Experimentierens überzeugt, dass Gesichtsporträts von Menschen, die in bestimmten Triebbereichen eine extreme Triebdynamik aufweisen, auf genverwandte, gesunde oder kranke Testpersonen einen starken Aufforderungscharakter ausüben und die Wahl der Bilder massgebend beeinflussen.
Zwangs- und Freiheitsschicksal
Ab 1946 entwickelte Szondi sein Triebsystem und die Experimentelle Triebdiagnostik weiter. 1954 differenzierte er seinen bisherigen, in Budapest grundgelegten Schicksalsbegriff. Die neue Fassung des Begriffes „Schicksal“ spiegelt angemessener die bio-psycho-soziale und geistige Ganzheit des Menschen wider.
Szondi unterscheidet jetzt neu zwischen „Zwangs-“ und „Freiheitsschicksal“. Ausagieren von erbgelenkten Trieb- und Affektschicksalen oder von verinnerlichten erstarrten sozialen Normen und Überzeugungen führt zum Zwangsschicksal. Überdies verfallen Menschen einem Zwangsschicksal, wenn sie ihre Seinsansprüche („Seinsmacht“) völlig auf ihre eigene Person, auf ihr Selbst, versammeln und konzentrieren. Auch mit der einseitigen Übertragung des eigenen Seinsanspruches auf andere Menschen erleidet der Einzelne ein Zwangsschicksal.
In der angeborenen Fähigkeit des Menschen, mit einer geistigen, transpersonalen Seinsdimension („Geist“) zu partizipieren, erblickte Szondi den Schlüssel für das Freiheitsschicksal. Aufgrund seiner psychotherapeutischen und zeitgeschichtlichen Erfahrungen gelangte er zur Einsicht, dass letztlich nur ein geistiges, transpersonales Partizipationsobjekt für Menschen zuträglich sei. Nur geistige Instanzen und sinnstiftende humane Ideen von hoher integrativer, Polaritäten überbrückender Kapazität, ertragen auf die Dauer die auf sie projizierten Seinsmacht-Ansprüche des Menschen.
Ich-Analyse
1956 entstand das Hauptwerk, die Ich-Analyse. Neue Zugänge finden sich zum Verständnis psychotherapeutisch relevanter Phänomene, z. B. des Schlaftraumes, des Wahns und von Übertragungsformen, die auf dem Bedürfnis nach Partizipation und Einssein beruhen.
Weiter beschreibt Szondi das sog. „Pontifex-Ich“ (übersetzt „Brückenbauer-Ich“), einen Menschen mit hohen integrativen, partizipatorischen und transzendierenden Fähigkeiten. Auf dem Weg zur Personwerdung wandelt sich das Bewusstsein von einer dualisierenden Entweder-oder-Haltung zu einer Sowohl-als-auch-Orientierung, die einseitige und dogmatisierende Identifizierungen mit Schul- und Lehrmeinungen oder Haltungen meidet. Ein Mensch, der wenigstens zeitweise zur integrativen Reife eines Pontifex-Ichs gelangt, hält das stete Unterwegssein zwischen seelischen Polen aus und transzendiert seelische Polaritäten in eine sie überbrückende Einheit. Die beim Übersteigen und Überbrücken der Polaritäten und Dualismen erfahrene Freiheit ist nach Szondi Inbegriff des Freiheitsschicksals und der Humanität.
Triebsystem der Schicksalspsychologie
Im Werk Ich-Analyse entfaltet sich das in Budapest erarbeitete Triebsystem zu einem komplexen Strukturschema des menschlichen Trieblebens.
1. . Der Sexualtrieb besteht im Zusammenwirken der Bedürfnisse nach sinnlicher und sublimierter Zärtlichkeit sowie nach Aktivität und Hingabe.
2. . Der Überraschungstrieb wird von Bedürfnissen und Strebungen des menschlichen Affektlebens geprägt, die sich als Impulsivität, Wut, Angst und Gerechtigkeitssinn sowie als Scham und Geltungsdrang manifestieren.
3. . Der Ichtrieb beinhaltet die beiden Bedürfnisse nach Sein und Haben, ebenso die Strebungen nach Ichausdehnung (Inflation), Teilhabe (Partizipation), nach seelischer Einverleibung (Introjektion) und Verneinung (Negation).
4. . Der Kontakttrieb umfasst die Bedürfnisse und Strebungen nach Bindung, Ablösung, nach Verändern und Verharren.

Für einen Trieb ergeben sich insgesamt 16, für alle vier Triebe insgesamt 64 Triebkonstellationen. Sie bilden nach Szondi die genetisch verankerten Bausteine der menschlichen Schicksalspläne und Existenzformen, die in den Triebprofilen der Experimentellen Triebdiagnostik visualisiert und deutbar werden. In und zwischen den vier Trieben findet ein dialektisches Zusammenspiel der Triebfaktoren und Triebtendenzen statt. Zu jedem sichtbar Vordergründigen einer Person, dem „Vordergänger“, gehört polar ein unsichtbar Hintergründiges, der „Hintergänger“. Vordergänger und Hintergänger gehören als Aspekte der seelischen Ganzheit untrennbar zusammen.
Szondi bringt eine differenzierte Systematik leidbringender Lebensschicksale in Verbindung mit Abspaltungen und Blockierungen von Ichfunktionen. Seelische Gesundheit entsteht durch gegenseitige Steuerung und Kooperation der Triebbedürfnisse.
Aggressionstheorie
Das nach vier Lebensbereichen ausgerichtete Triebsystem der Schicksalsanalyse bildet den Ausgangspunkt für eine differenzierte Typologie aggressiven Verhaltens. Szondi unterscheidet vier Qualitäten menschlicher Aggression, die triebpsychologisch betrachtet auf spezifische Energiequellen zurückzuführen sind:
1. . Die lustsuchende Aggression manifestiert sich als sexueller Sadismus, Masochismus und Sadomasochismus.
2. . Die affektbedingte, „kainitische“ Aggression nährt sich aus Affektenergien und äussert sich in anfallsartigen Affekthandlungen, auf die meist eine Phase des Wiedergutmachens folgt.
3. . Die ichhafte, alles und alle entwertende und zerstörende Aggression drückt sich in den vielfältigen Formen des Negativismus und der ideologisch motivierten Vernichtung aus.
4. . Die Frustrations-Aggression aufgrund des Zukurzgekommen- und Nichtangenommenseins kann beispielsweise zu terroristischen und extremistischen Verzweiflungs- und Befreiungsaktionen von Angehörigen unterdrückter Gesellschaften führen.

Schicksalstherapie
Erst ab 1956 trat Szondi als Begründer einer eigenen Schicksalsanalytischen Psychotherapie auf. Im Lehrbuch „Schicksalsanalytische Therapie“ veröffentlicht er 1963 ein breites Band von Methoden und Interventionsformen, die er teilweise bereits in Budapest praktiziert hatte.
Angebracht erscheint eine Schicksalstherapie bei Menschen, die sich gezwungen fühlen, Lebensmuster von Vorfahren und Ahnen ungefragt wiederholen zu müssen. In einer Schicksalstherapie gilt es deshalb, sich den folgenden Fragen zu stellen:
Was ist mein familiäres Zwangsschicksal?
- Was will ich vom Familienerbe und von den Anliegen meiner Familie weiterführen („Familiäre Identifizierung“)?
- Was will ich auf keinen Fall weiterreichen („Familiäre Negation“)?
- Was will ich von den Einseitigkeiten und Übertreibungen in meiner Familie verändern?
- Wie will ich im Kontext des familiären Erbes mein individuelles Leben selbstbestimmend gestalten (Wahlschicksal)?

## Wissenschaftsgeschichtliches Vermächtnis
Mit der Schicksalsanalyse ergänzte Szondi die bereits etablierten tiefenpsychologischen Schulen von Sigmund Freud und C.G. Jung durch eine psychobiologische Dimension. Mit der Psychobiologie versuchte er innerhalb der Tiefenpsychologie eine Brücke zwischen Geistes- und Naturwissenschaften zu schlagen.
Die ideengeschichtliche Bedeutung Szondis liegt in innovativen Beiträgen zu verschiedenen Wissenschaftsgebieten, namentlich zur Humangenetik, Psychiatrie, Heilpädagogik, Tiefenpsychologie, Psychotherapie, Pädagogik und Religionspsychologie.
Genetik
Die Erbanalyse psychiatrischer Krankheiten war in den Dreißigerjahren Szondis Hauptarbeitsgebiet in seinem Laboratorium für Pathologie und Therapie in Budapest. Er stand in wissenschaftlichem Austausch mit Erbforschern wie Ernst Rüdin, Bruno Schulz und anderen.
Mittels eines konstitutionsanalytischen Ansatzes (bis 1937) stellte sich Szondi die Frage nach der „Krankheitswahl“ des Menschen. Erbstatistische Untersuchungen erbrachten zwei Formen der Neurasthenie. Szondi ordnete die apathische Neurasthenie dem schizophrenen, die irritative Neurasthenie dem zirkulären Erbboden zu.
Einen grossen Stellenwert in der Forschungsarbeit nahmen die Untersuchungen über den Erbgang des Stotterns ein. Szondi gelang der erbstatistische Nachweis einer engen erbbiologischen Verbindung zwischen den paroxysmal-vasomotorischen Reaktionsformen des Stotterns, der Epilepsie, Migräne, Hysterie und gewissen Formen der Kriminalität. Szondi bestimmte den Erbgang des Stotterns als dimer (zweifaktoriell) rezessiv. Im Zusammenhang mit der erbbiologischen Erforschung von Sprachstörungen fand er bei der Entstehung der Gaumenspalte ebenfalls häufig einen rezessiven Erbgang beteiligt.
Gametaler Genotropismus
Die Anziehung genverwandter Menschen wurzelt nach Szondi (1944, 306) letztlich im Bestreben einzelner Gene, im Wettstreit mit anderen Genen sich durchzusetzen und generationenübergreifend Einfluss auf familiäre Lebensmuster zu nehmen. Menschen mit identischen Genen wählen und unterstützen sich in Liebe und Freundschaft, um die Ausbreitung gemeinsamer Gene zu fördern. Menschen werden unbewusst zu Mitspielern der Gene.
Das genotropische Denken Szondis begreift den Menschen als Genwesen und lässt den Schicksalsweg des Menschen längst vor Zeugung und Geburt beginnen. Künftige Eltern erkennen und finden sich unbewusst als Genverwandte, weil die den Geschlechtszellen (Gameten) beider Eltern innewohnenden gleichen Gene die gegenseitige Anziehung bewirken. Deswegen spricht Szondi (1944, 306, 1948, 412) von der „Elternwahl“ der Gene und vom „gametalen Genotropismus“. Die schicksalsprägenden Wahlen in Beruf, Erkrankungs- und Todesart sind nach Szondi weitere Stationen des „genischen Fahrplanes“ eines Menschen.
Bei der Frage, wie Menschen bzw. ihre Gene es schaffen, Genverwandte zu identifizieren, war Szondi der Meinung, dass sich die Genverwandtschaft im Gesichtsausdruck niederschlage und sich deshalb Genverwandte vor allem über die Physiognomie erkennen.
Genotropismus und Evolutionspsychologie
Erst mit der Soziobiologie von Edward Osborne Wilson erschien in den siebziger Jahren eine Wissenschaftsrichtung, deren Perspektive die Genotropismus-Hypothese auch ausserhalb der Tiefenpsychologie als sinnvoll erscheinen lässt. Wissenschaftshistorisch betrachtet zählt Szondi zu den radikalen Vordenkern der modernen Soziobiologie.
Die heute fast schon vergessenen Ausführungen Szondis (1944, 1949) über den „genischen Fahrplan“ des Menschen, der bereits vor der Zeugung beginnt, sowie die Konzeption des Kampfes und Wettstreites zwischen den Genen rücken in erstaunliche Nähe zu Analogien und Sprachfiguren des Soziobiologen Richard Dawkins.
Szondi verstand, ähnlich wie Soziobiologie und Evolutionäre Psychologie Jahrzehnte später, das Leben des einzelnen Menschen in einem letztursächlichen, evolutionären Sinn: Menschen sind Mitspieler des reproduktiven Eigennutzes der Gene. Gemäss Szondi wählt nicht das Individuum, sondern die latenten Gene wählen in ihm (1944,307f. 1949). Deren ultimates Ziel ist es, sich im Wettstreit mit anderen Genen zum reproduktiven Eigennutz durchzusetzen und sich Generationen übergreifend im Genpool zu halten.
Gottesgene
Mit den in den Dreißiger- und Vierzigerjahren geäusserten Ansichten über die Existenz von „Gottesgenen“ (Bürgi-Meyer, 2000, 78) hat Szondi die von Dean Hamer (2004) vertretene Annahme von einem „Gottesgen“ ideengeschichtlich vorweggenommen. Gottesgene in der Genausstattung von besonders gottbegeisterten und religiös begabten Menschen gehorchen gemäss Szondi ebenfalls den evolutiven Gesetzmässigkeiten des Genotropismus. Gottesgene bewirken eine wechselseitige (genotrope) Anziehung, eine Affinität und Zuneigung zu religiösen Menschen, Gruppierungen, Berufen, Interessen und Idealen.
Psychiatrie
Szondi begann 1919 mit seinen konstitutionsanalytischen Arbeiten unter Leitung von Pál Ranschburg. Er untersuchte Menschen mit entwicklungsbedingten Verminderungen der Intelligenz und jener Fertigkeiten, die zum Intelligenzniveau beitragen, wie Kognition, Sprache, motorische und soziale Fähigkeiten.
Szondi gelangte zur Erkenntnis, dass sowohl ausgeprägt Minderbegabte als auch Genies und Hochbegabte dieselbe Biologie der ‚extremen Varianten’ mit ihrer charakteristischen Fülle von somatopathologischen und psychopathologischen Befunden aufweisen.
Den Intelligenzquotienten (IQ) ergänzend, erarbeitete er einen biologischen Abweichungsquotienten (B.A.Q.) zur Berechnung des Mittelwertes der extremen Eigenschaften einer Gruppe bzw. einer Person.
Mit der Bestimmung der alimentären glykämischen Reaktion (Zuckerbelastungsprobe) gelang es Szondi und Mitarbeitern, zwei Verhaltenstypen der Persönlichkeit mit geistiger Behinderung, die ‚apathische’ und die ‚erregbare’ zu unterscheiden.
Die zwei von Szondi unterschiedenen Formen der Oligophrenie zeichnen sich durch zwei polar entgegengesetzte biologische und verhaltensmässige Organisationen aus.
Er erkannte auch, dass apathische Minderbegabte mit anderen heilpädagogischen Methoden zu unterrichten und zu fördern sind als erregbare. Reizreiche, möglichst alle Sinnesmodalitäten anregende Methoden, geeignet für die apathische Gruppe, wären für die irritative Gruppe kontraindiziert.
Ebenso teilte Szondi das Krankheitsbild der Neurasthenie in zwei Syndrome auf, das „apathische“ und „irritative“ (erregbare). Aufgrund der neuen Unterteilung erkannte er als erster, dass sich die damals breit angewandte Bromtherapie (Antiepileptikum) für die apathische Sonderform der Neurasthenie als streng kontraindiziert erwies.
Diese konstitutionsanalytischen Forschungsarbeiten mündeten schliesslich in die schicksalsanalytischen Schaffensphase (1937).
Heilpädagogik
Szondi verwirklichte in Budapest von 1927 bis 1941 als Chefarzt des Königlich-Ungarischen Staatlichen Heilpädagogischen Laboratoriums für Pathologie und Therapie eine ganzheitliche Heilpädagogik, in der Pädagogen, Psychologen, Biologen, Mediziner und Geistliche eng zusammenarbeiteten.
Er erarbeitete für seelisch gestörte Kinder und Jugendliche eine mehrdimensionale konstitutionsanalytische, quantitative und qualitative Diagnostik. Diese umfasste die Analyse der Erscheinung und die Metrik des Wachstums, die Untersuchung der Reife, der biologischen Reaktionsformen und der somatischen und psychologischen Konstitution. Hinzu kamen umfassende erbbiologische und genealogische Abklärungen sowie Persönlichkeits- und Charakteranalyse.
Am 5. Kongress für Heilpädagogik in Köln 1930 trat Szondi erstmals vor die internationale Öffentlichkeit und erläuterte Arbeit und Zielsetzungen seines heilpädagogischen Forschungslaboratoriums.
Unter Leitung Szondis organisierten sich zahlreiche Mitarbeiter als „Seelenstützen“ für jugendliche Kriminellen und Strafentlassene.
Szondi erkannte, dass sich pädagogische Anstrengungen besonders dann als fruchtbar erwiesen, wenn die latenten Triebstrukturen der Erzieher und Betreuten durch Genverwandtschaft einander entsprachen. Szondi stellte die Auswahl geeigneter Erziehungspersonen und die Bildung von Erziehungsgruppen und Klassen auf eine triebpsychologische Basis.
Am I. Internationalen Kongress für Heilpädagogik in Genf trug Szondi 1939 seine Heilmethode der „Trieb-Umformung“ vor. Zum Schutz der Gemeinschaft und zum Wohle der Kinder wurden gefährliche Triebansprüche in ihren Äusserungsformen umgeformt, d. h. sozialisiert. Szondi erarbeitete einen Katalog beruflicher Aktivitäten, die sich zur Sozialisierung von bestimmten Triebtendenzen eignen sollten.
Allgemeine Tiefenpsychologie
Ein zentrales Anliegen in der „Ich-Analyse“ (1956) bestand darin, die verschiedenen tiefenpsychologischen Schulen und Richtungen in eine „Allgemeine Tiefenpsychologie“ zu integrieren, ohne die Unterschiede der Denkrichtungen zu verwischen. Szondi wünschte sich deshalb an seinem Ausbildungsinstitut in Zürich (ab 1970) eine multidimensionale Ausbildung, in der Vertreter der Psychoanalyse, der Analytischen Psychologie nach C.G. Jung und Schicksalsanalytikerinnen integrativ zusammenarbeiten. Er wollte die Vielfalt psychotherapeutischer Perspektiven als Manifestationen des einen, jedoch polyglotten Unbewussten belassen.
Szondi verstand die einzelnen tiefenpsychologischen Richtungen als eigentliche Sprachschulen, die sich auf die verschiedenen Ausdrucks- und Kommunikationsformen der menschlichen Seele spezialisiert haben. So ordnete er der Psychoanalyse die Sprache der Symptome, der Analytischen Psychologie die Sprache der Symbole und der Schicksalsanalyse die Sprache der Wahl zu. Szondi überliess es künftigen Forschungen, weitere „Sprachgebiete“ des Unbewussten zu entdecken.
Triebpsychologische Differenzierungen
Das schicksalsanalytische Triebsystem erwies sich als ausserordentlich integrativ. In ihm finden sich die vier psychiatrischen Erbkreise der Dreißiger- und Vierzigerjahre, von Szondi jedoch neu als Schicksalskreise gedeutet:
- der Erbkreis der sexuellen Abweichungen (sexuelle Orientierung), Sexualtrieb
- der epileptiforme-paroxysmale Erbkreis (Epilepsie, Hysterie), Paroxysmaltrieb
- der schizoforme Erbkreis (Schizophrenie), Ichtrieb
- der zirkuläre, manisch-depressive Erbkreis (Manie, Depression), Kontakttrieb.

Szondi vermochte die Trieblehre, Bedürfnispsychologie und Krankheitslehre der Psychoanalyse voll einzugliedern. Zusätzlich brachte er triebpsychologische Differenzierungen ein, die sich gegenüber dem Triebsystem der frühen Psychoanalyse als differenzierter und der therapeutischen Praxis als angemessener erwiesen. Szondi unterschied neben libidinös-sexuellen, auf dem Sexualtrieb basierenden Bindungsformen, eigenständige, dem Ichtrieb zugehörige partizipativ-verschmelzende Formen der Bindung. Ebenso ordnete er dem eigenständigen Kontakttrieb neu Beziehungsformen zu, die von den Bedürfnissen nach Angenommensein, Halt, Sicherheit und Ernährtwerden geprägt sind.
In Szondis Konzeption existieren neben den von Sigmund Freud beschriebenen libidinösen Übertragungsbeziehungen auch mehrere nichtlibidinöse Übertragungsbindungen. Solche Konzepte wurden in den psychoanalytischen Selbstpsychologien und theorien erst Jahrzehnte später als Selbstobjekt-Übertragungen nach Heinz Kohut und in der Objektbeziehungstheorie beschrieben.
Der Entwurf eines eigenständigen Kontakttriebes rückt in die Nähe der viel später von John Bowlby entwickelten Bindungstheorie. Szondi wie Bowlby berücksichtigten bei ihren Untersuchungen und Überlegungen zum Bindungsverhalten auch verhaltensbiologische Forschungen.
Mehrgenerationenperspektive
Zentraler Ausgangspunkt der Schicksalsanalytischen Therapie (1963) ist die Mehrgenerationenperspektive. Das familiäre Unbewusste bildet ein unsichtbares Band, das alle Familienmitglieder vertikal, über Generationen hinweg, an den „Stromkreis der Ahnen“ anschliesst. Es verbindet aber auch horizontal die noch lebenden Mitglieder einer Familie. Durch die vertikalen und horizontalen Verbindungen bilden die Familienmitglieder ein affektiv hoch besetztes Netzwerk.
Die Schicksalsanalyse betrachtet den einzelnen Menschen nicht als isoliertes Individuum, sondern eingebettet in den sichtbaren und unsichtbaren, das ganze Leben begleitenden Kontext von Herkunftsfamilie und Anverwandtschaft. In der Mehrgenerationenperspektive Szondis werden Verstrickungen, Erwartungen, Verdienste, Schulden, Loyalitätsverpflichtungen, aber auch Ressourcen und Stärken erkennbar, die sich über Generationen hinziehen.
Familiäre Koevolution
Hinsichtlich der Familienpsychologie verstand Szondi den Einzelnen als Träger und Teilhaber einer familiären Koevolution, als Verwalter eines generationenübergreifenden Ideenerbes („mentales Schicksal“). Für dessen Erhaltung, Entfaltung und Weitergabe sind wir verantwortlich. Eine bewusste, vom Ich gewählte Übernahme dieser Verantwortung vermittelt Lebenssinn, familiäre Identität und Solidarität.
Szondi sprach einerseits von einer bewusst verantworteten „familiären Identifizierung“ („Freiheitsschicksal“). Werden familiäre Aufträge und Erwartungen anderseits unbewusst übernommen und in blindem Zwang ausgelebt, behindern sie Selbstverwirklichung und Selbstentfaltung des Einzelnen. Das Mitglied verfällt dem „familiären Wiederholungszwang“ und einem „familiären Zwangsschicksal“, das mit dem Erleben einhergeht, nicht das eigene Leben zu führen.
Kain – Abel – Moses
Szondis Wirklichkeitsschau ist durch die Erfahrung geprägt, dass in jedem komplementären Gegensatzpaar (Polarität) die Pole dynamisch und untrennbar aufeinander bezogen sind und eine Einheit bilden. So gilt es, nicht einseitig nach dem Guten zu streben und das Böse zu bekämpfen, sondern vielmehr das Gute und Böse als zwei Seiten der eigenen Ganzheit wahrzunehmen und sie in einem dynamischen Gleichgewicht zu halten. Zum Verständnis der menschlichen Affektdynamik mass Szondi der „Kain“- und „Abel“- Polarität eine zentrale Bedeutung bei. Die Aufgabe des Menschen, Kain und Abel in sich als komplementäre Gegensätze (Polaritäten) anzuerkennen und zu leben, findet in der Integrationsfigur Mose symbolischen Ausdruck. In der Gestalt des „Moses“ formen sich durch das dialektische Zusammenwirken von Kain und Abel die herausragenden humanen Errungenschaften wie Gewissen und Ethik.
Pontifex-Ich
Szondi beschreibt in seiner Ich-Analyse (1956) den Weg des Menschen zur Personwerdung, zum „homo humanus“. Szondi ging von der Annahme der Eigenständigkeit menschlicher Bedürfnisse nach Transzendenz und mystischer Partizipation aus. Mit den Konzeptionen einer „Vierten Seinsdimension“ und des Pontifex-Ich wurde Szondi zu einem Vordenker der „Transpersonalen Psychologie“.
Mit der Erreichung eines Pontifex-Ich führt ein integrierter Mensch nach Szondi die beiden entzweiten Bewusstseinsorientierungen der Dies- und Jenseitigkeit zusammen, die gesondert nur zur Erfassung von „Halbwelten“ reichen. Das Pontifex-Ich integriert und überbrückt alle Bewusstseinsstrukturen und deren Wirklichkeitsannahmen.
Der Mensch gelangt auf seinem Weg der „Mensch- und Personwerdung“ dann zur höchsten Stufe des Menschseins und der Freiheit, wenn er in sich das „metaphysische“ Ich, das „Pontifex-Ich“ (wörtlich: brückenschlagendes Ich) zeitweise errichtet hat.
Bei der Umschreibung seelischer Erfahrungen und Möglichkeiten des zur Stufe des Pontifex-Ich gelangten Menschen griff Szondi auf die Atmanlehre (Brahman) der hinduistischen Upanischaden zurück, die ihm durch Übersetzungen und Interpretationen von Paul Deussen (1898, 1921) und Heinrich Gomperz (1925) vermittelt worden sind.
Wie Atman als „Brücke“ über alle Gegensätze, als „innerer Lenker“ des Menschen gefeiert wurde, so wird der integrierte Mensch mit seinem Pontifex-Ich zum selbstbestimmenden Lenker seines Freiheitsschicksals und zum Überbrücker von Gegensätzen und Polaritäten. Im Atman heben sich alle Gegensätze auf, denn Atman ist „weder das – noch das“. Er sprengt alle Begriffe und Definitionen. Der Mensch bewegt sich mit dem erreichten Pontifex-Ich wie Atman jenseits der Gegensätze und Pole, er ist stets im Dazwischen unterwegs.
Die zeitweise Aufhebung und Überbrückung von Gegensätzen bedeutet für Szondi den Inbegriff des menschlichen Freiheitsschicksals.
Anspruch der Schicksalsdiagnostik
Mit der Schicksalsdiagnostik, auch „Experimentelle Triebdiagnostik“ oder „Szondi-Test“ (1947, 1960, 1972) genannt, verknüpfte Szondi seit Beginn Erwartungen und Zielsetzungen, die weit über das hinausgehen, was je von einem Persönlichkeitstest und Instrument zur psychologischen Diagnostik erwartet und als einlösbar betrachtet wurde. Vielmehr verbindet Leopold Szondi mit der Experimentellen Triebdiagnostik Anschauungen und Ansprüche, wie sie „intuitiven Divinationsmethoden“ im Sinne von C.G. Jung eigen sind.
Szondi erhebt den unbescheidenen Anspruch, mit seiner Schicksalsdiagnostik bis zu den genbiologischen Wurzeln vorzudringen, die den Lebenslauf des Menschen lenken. Das Testprofil ist Abbild eines Schicksalsplanes, der wie ein unsichtbares Drehbuch das Leben des Menschen von der Geburt bis zum Tode zu einer Schicksalsgestalt formt (Szondi 1937, 2, 76; 1944, 1, 3, 9; 1948, 23, 30, 403). Szondi (1954, 18) setzt den Schicksalsplan mit dem „familiären Unbewussten“ gleich.
Die Schicksalsdiagnostik beansprucht, schicksalsbestimmende Lebensmuster der Vorfahren sichtbar machen zu können. Vergangene, gegenwärtige und künftige Schicksalsmöglichkeiten Einzelner, von Völkern und Kulturen sollen in den Testprofilen ihren Ausdruck finden (Szondi 1954; 1972, 68, 208f, 399).
Leopold Szondi (1960) sah seine Schicksalsdiagnostik, wenigstens auf längere Sicht hin, dem Anspruch genügen, die Schillersche Idee eines Linnéschen Bestimmungssystems (Carl von Linné) für Menschen umzusetzen: Menschen sollen im faktoriellen Koordinatensystem der Schicksalsdiagnostik vermessen und geortet werden.
Szondi betrachtete seine Experimentelle Triebdiagnostik als weiterführendes Forschungsinstrument auf folgenden Gebieten: Psychotherapie (Diagnostik und Prognostik), Pädagogik, Heilerziehung, Ethik und Moral, Religionswissenschaften, Kriminologie und forensische Psychiatrie, Psychosomatik, Berufsberatung, Entwicklungspsychologie, Ethnologie, Paarberatung, Psychopharmakologie und Humangenetik.
Wirklichkeitsschau der Schicksalsdiagnostik
Szondi (1972, 68, 209, 399; 1954) begreift das menschliche Leben wesentlich als immerwährenden Wandel, als Werden, immerfort Fliessendes, als Kreislauf und Dynamik. Das Schicksal, der Lebenslauf eines Menschen, ist die Geschichte seiner Wandlungen (Szondi 1947, 211–219; 1952, 29f; 1954, 32; 1956; 152f). Die Dynamik des Wandels stammt aus dem dialektischen Wechselspiel von komplementären Polaritäten. Wächst ein Polaritätenpol proportional zum anderen zu stark, schlägt er in den Gegenpol um.
Der Kreislauf der Polaritäten wird bei Szondi zum Ausdruck des relativen Wertes aller Dinge. Es gilt, nicht einseitig nach Gutem zu streben und Böses zu vertreiben, sondern beides als zwei Seiten der eigenen Ganzheit wahrzunehmen und sie in einem dynamischen Gleichgewicht zu halten (Szondi, 1969; 1972, 209, 231; 1973).
Aus der Polaritätenlehre ergibt sich ein für die Schicksalsdiagnostik wichtiges Verständnis für Gesundheit und Krankheit. Gesund sein bedeutet, seelische Dualitäten in komplementäre Gegensatzbeziehungen (Polaritäten) zusammenzuführen und deren relatives Gleichgewicht zu ertragen. Erträgt ein Mensch das komplementäre Zusammenspiel von Polen nicht, überführt er die Pole in dualistische Gegensätze, leidet und erkrankt er.
Ursprache der Schicksalsdiagnostik
Szondi erblickte in der Experimentellen Triebdiagnostik (1947, 1960, 1972) unvergleichlich mehr als einen projektiven Persönlichkeitstest. Beweis ist seine Gleichstellung der Strukturelemente der Schicksalsdiagnostik mit einer „Ursprache“. Szondi (1952, 155) hat im Anschluss an Überlegungen des Sprachwissenschaftlers Carl Abel die Bildwahl- und Protokollierungssprache der Schicksalsdiagnostik als archaische Form einer „Ursprache“ betrachtet. Nach Szondi zeichnet sich eine „Ursprache“ dadurch aus, dass durch sie in geeigneter Form „Gegensätze zu einer Einheit, zu einer Ganzheit zusammengespannt werden.“
„Ursprachen“ sind charakterisiert durch „Worte mit polar entgegengesetzten Bedeutungen“ oder durch Komposita, „in denen zwei Vokabeln von einsinniger, aber einander widersprechender Bedeutung vereint werden“ (Szondi 1952, 154f).
In der schicksalsdiagnostischen Ursprache bilden acht faktorielle Polaritäten die „Urworte“ mit polar entgegengesetzten Bedeutungen.
Das „Urprofil“ der Schicksalsdiagnostik drückt nach Szondi sowohl die Ganzheit der Seele im vorpersönlichen „Genleben“ vor der Reduktionsteilung und im vorgeburtlichen, bisexuellen Embryostadium aus.
Das Urprofil stellt auch final das Voll- und Ganzwesen des „homo humanus“, die Vollendungsgestalt des Menschen dar. Polaritäten sind aus der Einheit geboren und schliessen den Begriff der Ganzheit ein. Im Urprofil fallen alle Urpolaritäten unterschiedslos zusammen. Das Urprofil wird zum Symbol der mystischen „Coincidentia oppositorum“ (Nikolaus von Kues).
In seiner Sicht der Person- und Menschwerdung skizziert Szondi, wie die uranfängliche, vorgeburtliche Einheit und Ganzheit des Menschen alsbald nach der Geburt verloren geht. Die Spaltungen führen den Menschen weg von seiner Ganzheit und vom Ziel der Person- und Menschwerdung, nämlich der Wiedererlangung der übergegensätzlichen Ganz- und Vollwesenheit.
Strukturschema und Deutungsmethodik der Schicksalsdiagnostik
Szondi war sich des grossen Stellenwertes des I Ging (vermittelt durch Richard Wilhelm, 1924) bei C.G. Jung bewusst. Er fand Zugang zur taoistischen Polaritätenlehre über das Studium von Jungs „Psychologische Typen“. Bekanntlich findet die taoistische Polaritätenlehre, wie sie dem I Ging zugrunde liegt, ihren prägnanteste Verdichtung im Zeichen Taiji (chinesische Philosophie). Bemerkenswert ist, dass sich die Wiedergabe des Zeichens Taiji in der letzten Veröffentlichung Szondis (1984) findet.
Parallelen zwischen beiden Wirklichkeitsperspektiven springen ins Auge (vgl. Offermann, 1986). Die im Buch der Wandlungen (I Ging) gebrauchte Ursprache löst in hervorragendem Masse jenes Kriterium ein, das Szondi für den Vergleich mit seiner schicksalsdiagnostischen Ursprache als einzig wichtig erachtet, nämlich „Gegensätze zu einer Einheit, zu einer Ganzheit zusammenzuspannen“. Strukturelle Entsprechungen zwischen der taoistischen Polaritätenlehre des I Ging und der Polaritätenlehre Szondis lassen einen Vergleich beider schicksalsdeutenden Methoden rechtfertigen.
In der Schicksalsdiagnostik Szondis kündigen sich die „Wandlungen“ in der „Beweglichkeit“, in „Umschlagreaktionen“, in „Entladungen“ und „Vorentladungen“ an (Szondi 1947, 211; 1952, 86, 95; 1972, 457).
Im I Ging wandeln sich bewegliche Linien, die „Wandlungslinien“ in ihr Gegenteil. Aus Yang-Linien entstehen Yin-Linien und umgekehrt.
Von einem Ausgangshexagramm (Grundhexagramm) mit Wandlungslinien entwickelt sich in der Deutungsmethodik des I Ging ein neues Hexagramm, ein Komplementär-Hexagramm, welches die Bedeutung des Grundhexagrammes modifiziert. Das Komplementär-Hexagramm zeigt neue Tendenzen, „Keime“ für Wandlungen und Veränderungen auf dem Schicksalsweg an. Ein Hexagramm ohne Wandlungslinien („ruhendes Hexagramm“) deutet auf eine relativ stabile oder auch erstarrte Konfiguration.
Zu den Interpretations- und Deutungsmethoden des I Ging, die sich aus der taoistischen Einsicht ergeben, wonach polare Gegensätze ineinander keimhaft verborgen liegen, weist die Schicksalsdiagnostik Szondis Parallelen auf. Dazu gehören die „Ergänzungs“- oder „Komplementmethoden“ der Experimentellen Triebdiagnostik. Durch Berücksichtigung der Vorder- und Hintergängerdynamik von seelischen Polaritäten sollen „Bewegungen“, „Umdrehungen“ und „Wandlungen“ im Schicksal der Menschen erfasst und voraussehbar gemacht werden (Szondi 1947, 216; 1952, 29, 86, 102, 116, 200; 1956, 153; 1972, 68, 209, 291). Damit verbunden ist die Voraussage, ob und wie weit „Neuorientierungen“ im Wechselspiel der Polaritäten und damit im Schicksal des Menschen auftreten können.
Szondi ist wichtig zu wissen, ob die schicksalsdiagnostischen Konstellationen „integriert“, das heisst „vermischt“, oder „desintegriert“ und „entmischt“ sind. Bei der „Vermischung“ verstärken sich zwei Tendenzen- und richtungsgleiche Triebfaktoren. Liegt hingegen „Entmischung“ vor, wirken zwei richtungsverschiedene Faktoren aufeinander. Sie geraten ohne gegenseitige Steuerung in Divergenz und Oppositionen (Szondi 1980, 36).

## Veröffentlichungen (Auswahl)
- Analysis of Marriages. An attempt at a theory of choice in love. In: Acta Psychologica, Vol. III, Nr. 1, 1–80. Martinus Nijhoff, The Hague 1937
- Schicksalsanalyse. Wahl in Liebe, Freundschaft, Beruf, Krankheit und Tod. Erbbiologische und psychohygienische Probleme. Benno Schwabe, Basel 1944
- Experimentelle Triebdiagnostik. Tiefenpsychologische Diagnostik im Dienste der Psychopathologie, Kriminal- und Berufspsychologie, Charakterologie und Pädagogik. Band I: Testband, Band II: Textband. Hans Huber, Bern 1947
- Triebpathologie. Bd. I. Huber, Bern 1952
- Ich-Analyse. Die Grundlage zur Vereinigung der Tiefenpsychologie. Triebpathologie, Bd. II. Huber, Bern 1956
- Lehrbuch der experimentellen Triebdiagnostik. Textband. 2. völlig umgearbeitete Auflage. Hans Huber, Bern 1960
- Trieblinäus-Band. Menschenbestimmung mit Hilfe der Linnäustabellen aufgrund von 5086 Untersuchungen. Huber, Bern 1960
- Schicksalsanalytische Therapie. Ein Lehrbuch der passiven und aktiven analytischen Psychotherapie. Huber, Bern 1963
- Kain, Gestalten des Bösen. Hans Huber, Bern 1969
- Lehrbuch der experimentellen Triebdiagnostik.Textband, 3. erweiterte Auflage. Huber, Bern 1972
- Moses. Antwort auf Kain. Huber, Bern 1973, ISBN 3-456-30587-7 ( auf szondi.ch)
- Die Triebentmischten. Huber, Bern 1980
- Integration der Triebe. Die Triebvermischten. Huber, Bern 1984

## Biographie
- Ludwig Pongratz: Leopold Szondi: Psychotherapie in Selbstdarstellungen. Huber, Bern 1973
- Dino Larese: Leopold Szondi: Eine Lebensskizze. Amriswiler Bücherei, Amriswil 1976
- Beatrice Kronenberg: Die Schicksalsanalyse und die Lebensgeschichte ihres Begründers Leopold Szondi. Szondi-Verlag, Zürich 1998
- Karl Bürgi-Meyer: Leopold Szondi. Eine biographische Skizze. Szondi-Verlag, Zürich 2000
- Gerhard Stumm et al. (Hrsg.): Personenlexikon der Psychotherapie. Springer, Wien/New York 2005
- Karl Bürgi-Meyer: Szondi, Leopold. In: Neue Deutsche Biographie (NDB). Band 25, Duncker & Humblot, Berlin 2013, ISBN 978-3-428-11206-7, S. 747 (Digitalisat).

## Sekundärliteratur
- Henri Ellenberger: Das menschliche Schicksal als wissenschaftliches Problem. Zur Einführung in die Schicksalsanalyse von Szondi. In: Psyche, 4. Jhrg., 1951, S. 576–610.
- Werner Huth: Wahl und Schicksal. Huber, Bern 1978.
- Barbara Handwerker Küchenhoff, Doris Lier (Hrsg.): Stadt der Seelenkunde. Psychoanalyse in Zürich. Schwabe reflexe 22, Basel 2012.